# Mushy Callahan
Mushy Callahan (* 3. November 1905 in New York City, New York, USA als Vincent Morris Scheer; † 16. Juni 1986 in Los Angeles, Kalifornien, USA) war ein US-amerikanischer Boxer im Halbweltergewicht. Er trug von 1926 bis 1930 sowohl den universellen als auch den Weltmeistergürtel der NBA.
1939 hatte er einen kleinen Auftritt in dem Kriminalfilm Zum Verbrecher verurteilt von Busby Berkeley, 1951 in dem Boxerdrama Ausgezählt von Joseph Pevney und 1952 in der Krimikomödie Gauner mit weißer Weste von Roy Del Ruth.